# Cologno Monzese
Cologno Monzese je italská obec v metropolitním městě Milán v oblasti Lombardie.
K prosinci 2021 zde žilo 46 634 obyvatel.

## Sousední obce
- Brugherio (MB), Cernusco sul Naviglio, Milán, Sesto San Giovanni, Vimodrone